# Synagoge (Bytča)

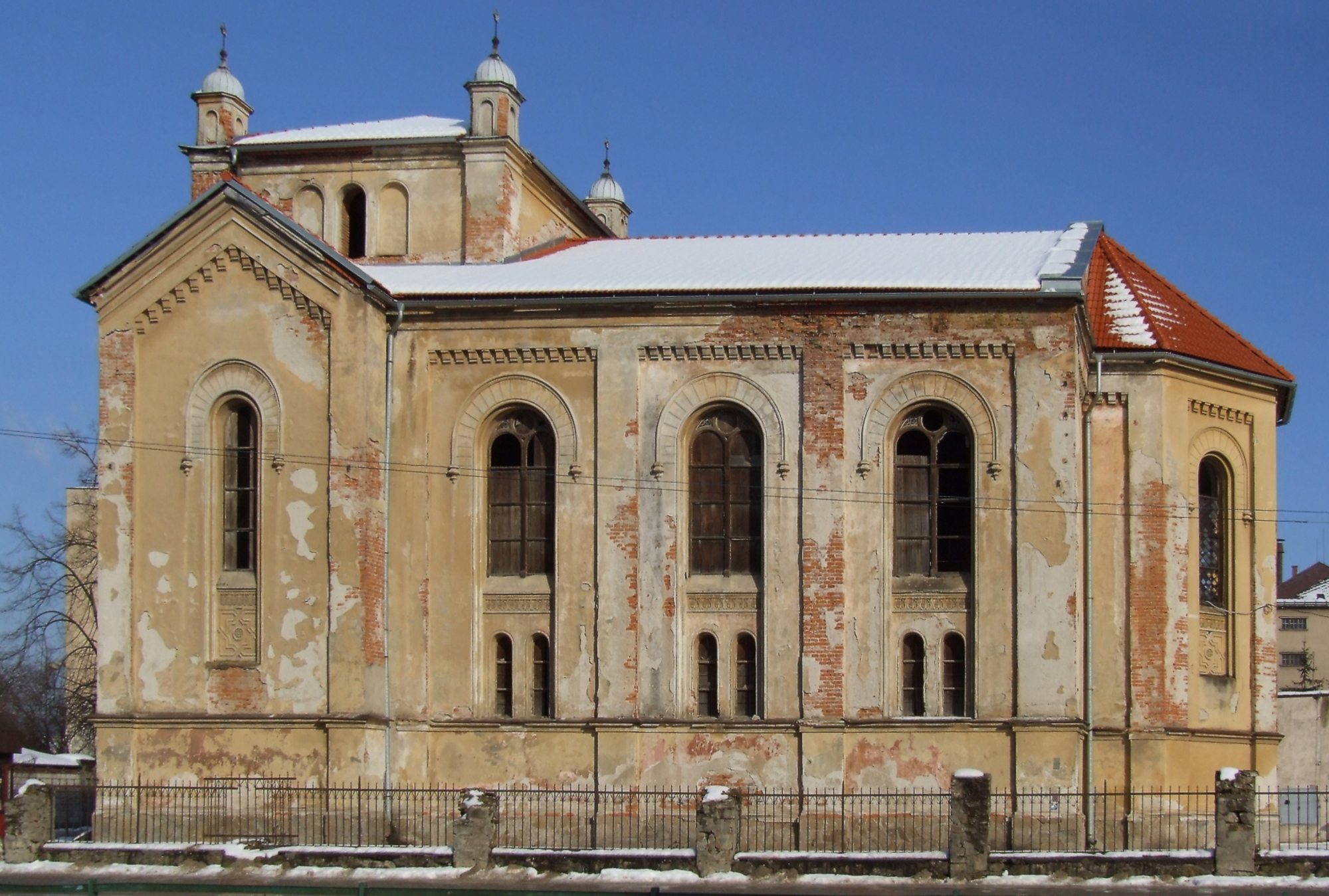
Synagoge in Bytča

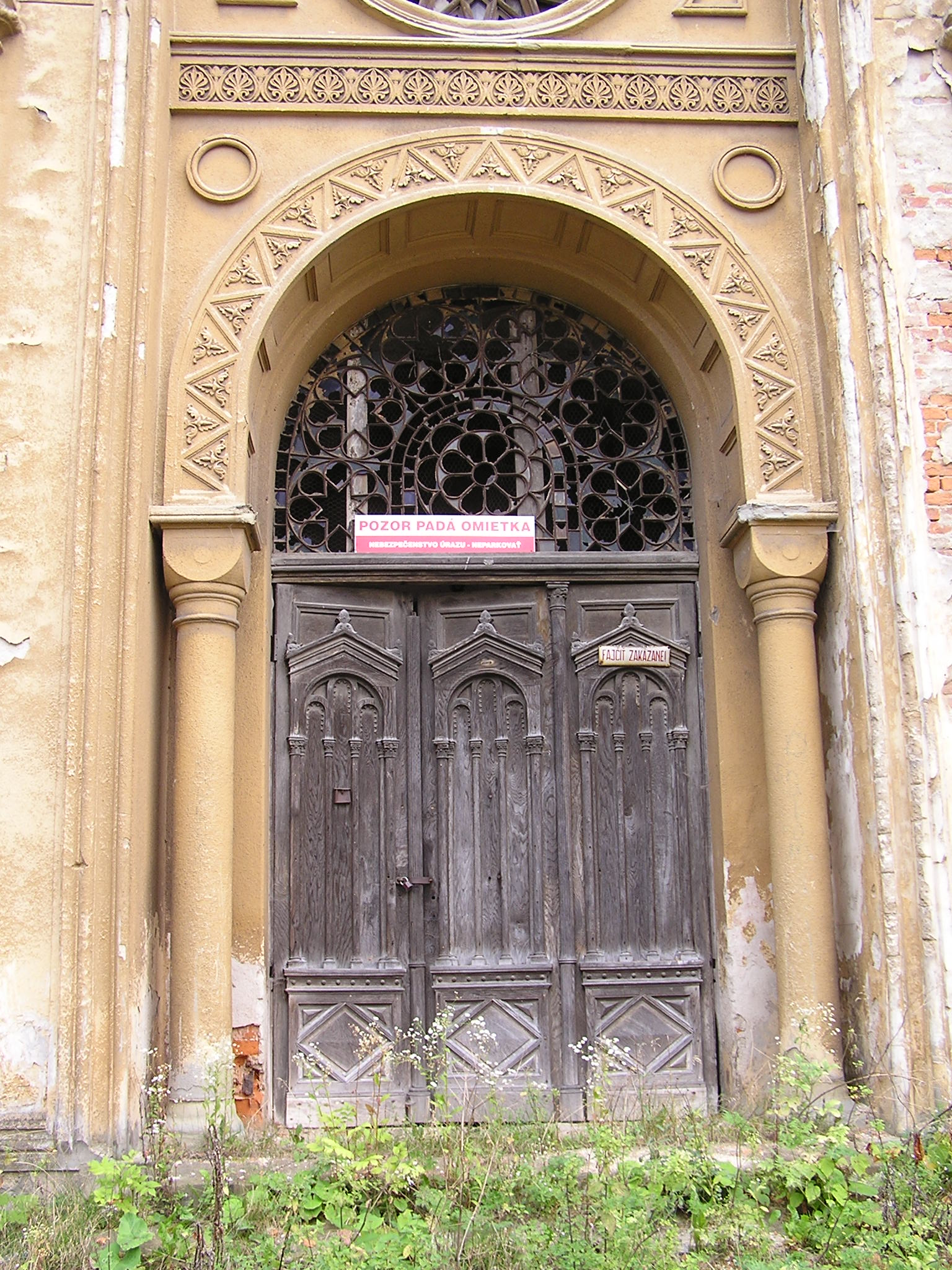
Portal

Die Synagoge in Bytča, einer slowakischen Stadt im gleichnamigen Okres Bytča, wurde 1886 errichtet. Die Synagoge wurde in einer Mischung aus Neuromanik und Maurischem Stil erbaut. Besonders erwähnenswert sind die noch erhaltenen Bleiglasfenster.
Obwohl es sich um ein geschütztes Kulturdenkmal handelt, verfiel der Bau immer mehr. Jedoch gibt es in den letzten Jahren verstärkte Anstrengungen zur Renovierung, die auch schon teilweise durchgeführt wurden.